# Dieter Enkerlin
Dieter Enkerlin Schallenmüller (Ciudad de México, 14 de diciembre de 1926 - 27 de diciembre de 1995), citado como Dieter Enkerlin, fue un biólogo, entomólogo y profesor mexicano, pionero en el uso del Manejo Integrado de Plagas (MIP) en América Latina. 
En el 2001, recibió póstumamente el Premio Nacional de Protección Vegetal (Servicio Nacional de Sanidad, Inocuidad y Calidad Agroalimentaria, 2001) del gobierno mexicano, por sus destacadas contribuciones a la protección de los recursos vegetales en México.

## Biografía
Enkerlin obtuvo el título de biología de la Universidad Nacional Autónoma de México (UNAM). Después de recibir una beca de la Fundación Rockefeller, terminó una maestría en ciencias de la Universidad de Cornell, seguida de un doctorado en entomología de la Universidad de Texas A&M.
Enkerlin regresó a México para fundar una de las primeras licenciaturas en parasitología vegetal y el Departamento de Posgrado en Agricultura del Instituto Tecnológico y de Estudios Superiores de Monterrey (IM). En 1971, se convirtió en director de ambos programas, cargos que ocupó hasta su jubilación.
En 1952, fue uno de los fundadores de la Sociedad Mexicana de Entomología, y de 1963 a 1965 fue su presidente. En 1969, organizó el primer curso sobre Energía Atómica en Entomología para América Latina patrocinado por la Organización de las Naciones Unidas para la Agricultura y la Alimentación (FAO) y el Organismo Internacional de Energía Atómica (OIEA) para establecer redes de trabajo para difundir el uso de nuevos y menos métodos contaminantes para el control de plagas. En 1968, fue invitado por la División Mixta FAO / OIEA de Técnicas Nucleares en la Alimentación y la Agricultura en Viena, Austria, como entomólogo en la Sección de Erradicación de Insectos y Control de Plagas.
En 1977, junto con Jorge Gutiérrez Samperio, director general de Protección Vegetal en México, Enkerlin encabezó el apoyo científico y técnico para el Programa Moscamed, una comisión internacional para proteger la producción y comercialización de frutas y hortalizas en Guatemala, México y Estados Unidos de la invasión de la denominada mosca mediterránea de la fruta utilizando la técnica de insectos estériles (SIT). La plaga se erradicó de México en 1982 y se contuvo su propagación hacia el norte, protegiendo la industria hortícola de los tres países valorada en miles de millones de dólares estadounidenses al año.
Su investigación se publicó en más de 50 artículos científicos, capítulos de libros y materiales de divulgación en revistas y documentos técnicos nacionales e internacionales, incluidos documentos de la FAO y el OIEA.
Como tributo a sus contribuciones al campo de la entomología, en 1977 sus colegas nombraron un insecto en su honor: Sylvicanthon enkerlini (Coleoptera: Scarabaeidae). Años más tarde, la Sociedad Mexicana de Entomología, en un tributo póstumo, nombró a cinco especies de insectos recién descubiertas en su honor: el Collembola Dietersminthurus enkerlinius, los viajes Scirtothrips dieterenkerlini, el escarabajo Phyllophaga dieteriana (Coleoptera: Melolonthidae), y Anastrepha enkerlini (Diptera: Tephritide).
Enkerlin falleció el 27 de diciembre de 1995 a los 69 años.

## Reconocimientos
En el 2011, el Servicio Postal Nacional de México imprimió una serie de sellos postales conmemorativos dedicados a la protección vegetal y la seguridad alimentaria que incluían un homenaje a la SIT y representaban a Enkerlin. En el 2005, el auditorio de El Colegio de la Frontera Sur (ECOSUR) en Tapachula, Chiapas, recibió el nombre "Dieter Enkerlin". En el 2011, la planta mexicana de esterilización y cría masiva de moscas de la fruta del Programa Nacional de Moscas de la Fruta de México (Senasica-Sagarpa), fue nombrada “Dr. Dieter Enkerlin Schallenmüller”.
En noviembre del 2020, recibió un homenaje póstumo de la Sociedad Entomológica Mexicana por su legado en el manejo integrado de plagas y la influencia positiva sobre generaciones de agrónomos, entomólogos y biólogos, incluido su hijo, Walther Enkerlin. Su hijo, Ernesto Enkerlin, es conservacionista.